# 长吻雀鳝
長吻雀鳝（Lepisosteus osseus），為雀鳝属的一種鱼类，分布於北美洲東部及中美洲的淡水或半鹹水區域。它是一种活化石，在一亿年前就存在于今天的北美洲附近海域了。

## 特徵
本魚體延長成圓柱形，魚嘴特別細長，體背面為橄欖褐色，腹部白色，體背硬鱗。體佈滿深色斑點，背鰭軟條6至9枚；臀鰭軟條8至10枚，體長可達2公尺。

## 生態
本魚棲息於淡水河川、湖泊或半鹹水的潟湖、河口，屬肉食性，以甲殼類、魚類、昆蟲等為食，雌魚在巢中卵，由雄魚守護著卵即孵化的幼魚。

## 經濟利用
可為遊釣魚或觀賞魚，卵有毒。

## 外部連結
- 長吻雀鳝的圖片 （页面存档备份，存于）